# 스트라이커 (기업)
스트라이커(Stryker Corporation)은 미국 미시간주 칼라마주에 본사를 두고 있는 의료기술업체로, 의료용 임플란트, 외과기술, 영상기술 개발, 환자진료 및 응급의료기기를 제작, 개발한다. 스트라이커의 여러 사업부는 분리된 법인 형식으로 운영된다. 스트라이커 바이오텍, 스트라이커 캐나다, 스트라이커 커뮤니케이션, 스트라이커 크라니오맥실로페이셜, 스트라이커 디벨롭먼트, 스트라이커 내시경, 스트라이커 이미징, 스트라이커 재팬, 스트라이커 라틴아메리카, 스트라이커 메드서지, 스트라이커 오소피딕, 스트라이커 스파인 부문 등이 있다.

## 기업지배구조
2008년 기준, 스트라이커 사의 이사회 구성은 다음과 같다.
- 존 브라운, 명예회장
- 스티븐 맥밀란, 대표이사 사장 겸 이사회 회장
- 하워드 콕스 주니어
- 도날드 엔젤맨 박사
- 루이스 프란체스코니
- 윌리엄 파펫
- 롼다 스트라이커

## 인수합병
1998년, 스트라이커는 화이자의 외과부문인 Howmedica를 16.5억 달러 (한화 약 2조원)으로 인수하였다. 2000년 8월에는 Guided Technologies, Inc.를, 2002년 6월에는 Surgical Dynamics 사의 척추 임플란트부문을 13.5억 달러에, 그리고 2004년 8월에는 SpineCore, Inc.를 1억 2천만달러에 (약 1500억원) 인수하였다. 2006년 3월, 스트라이커는 이스라엘 하이파에 위치한 Sightline Technologies Ltd.를 흡수하였으며, 같은 해 2월에는 eTrauma.com을 인수한 바 있다. 후에 이 회사는 스트라이커의 내시경부문으로 편입되었다. 2005년 12월, PlasmaSol Corp.을 1천 750만달러 (약 200억) 인수합병하였다. 2011년 5월, 스트라이커는 펜실베이니아주 맬버른에 위치한 Orthovita 사의 인수 의향을 밝힌 바 있다.